# Edwin Carpio Challque
Edwin Carpio Challque es un activista anti minería y político peruano. Actualmente es el alcalde distrital de Tapairihua.
Nació en Tapairihua, provincia de Aymaraes, departamento de Apurímac, Perú, el 30 de noviembre de 1983, hijo de Juan Ubaldo Carpio Becerra y Sebastiana Challque Núñez. Cursó sus estudios primarios en distintos distritos del departamento de Apurímac, terminando en Abancay donde también realizó sus estudios secundarios. Entre el 2005 y 2009 inició estudios de Administración de Empresas en la Universidad Nacional Micaela Bastidas y en la Universidad Inca Garcilaso de la Vega sin culminar la carrera.
El año 2001 se afilió al Movimiento Nueva Izquierda en el que se mantuvo hasta el 2010. Este último año postuló como candidato a Vicepresidente del Gobierno Regional de Apurímac por ese partido en las elecciones regionales de ese año acompañando al candidato a gobernador Jesús Camacho Quispe sin obtener la representación. En las elecciones municipales del 2014 tentó la alcaldía distrital de Tapairihua sin éxito. En las elecciones municipales del 2018 obtuvo la elección con el 30.601% de los votos.
El 16 de agosto de 2013, en su calidad de presidente de la Coordinadora Regional de Comunidades Afectadas por la Minería (CORECAMI-Apurímac) fue detenido por promover una movilización en contra de la empresa Southern Perú Copper Corporation. Su detención por la Policía Nacional fue basante accidentada motivando incluso el pronunciamiento del Frente de Desarrollo y Defensa del Patrimonio de la Provincia de Huarmey, departamento de Ancash.